# Gyepükaján
Gyepükaján là một thị trấn thuộc hạt Veszprém, Hungary. Thị trấn này có diện tích 9,11 km², dân số năm 2010 là 347 người, mật độ 38 người/km².